# 渡辺久美子 (飛込選手)
渡辺 久美子（わたなべ くみこ、1936年5月10日 - ）は、日本の元飛込競技選手である。現姓は金戸（かねと）。
1958年東京アジア大会では女子10m高飛込で金メダル獲得。1960年ローマオリンピックと1964年東京オリンピックにも出場した。
東京オリンピック後に同じく飛込競技のオリンピック代表だった金戸俊介と結婚し、息子の金戸恵太もオリンピック3大会に出場した。